# Wendy Ramos
Janet Wendy Ramos Rey (Lima, 1 de diciembre de 1966) es comunicadora social, escritora, actriz, clown, guionista, directora de teatro y bloggera peruana, reconocida por el papel estelar de Wendy Janet en la serie cómica Pataclaun y a la par, por ser fundadora de la Asociación Bolaroja.
Wendy escribió artículos, guiones y libros. Actúa en cine, teatro y televisión. Ha dado cientos de conferencias dentro y fuera del Perú. Ha enseñado en 14 países (presencial) y en modo virtual a más de 50 000 mil alumnos.
Wendy Ramos es embajadora de la Marca Perú.

## Biografía
Egresada de la Facultad de Ciencias de la Comunicación de la Universidad de Lima (Perú), se inició en el clown en 1991 como una de las fundadoras del grupo de teatro Patacláun. Ramos interpretó a "Wendy" y también a "Doña Antonieta (Mamá de Tony)" en la primera serie de la asociación cultural: Patacláun (1997–1999), que fue emitida por Frecuencia Latina.
En el 2001 creó "Bolaroja", iniciando así un nuevo camino que integraba el clown a una corriente de transformación social mayor. Inició el proyecto de clown hospitalario "Doctores Bolaroja" en 2002. Al año siguiente Patch Adams y sus clowns visitaron el proyecto, y en 2005 iniciaron en conjunto el "Proyecto Belén" en la selva peruana.
Ha representado a Doctores Bolaroja también en Nicaragua, Rusia, Isla de Pascua y España. El Ministerio de Salud del Perú la nombró en 2003 promotora de la salud, embajadora de la lucha contra la tuberculosis (2005) e imagen de la salud mental (2008).[cita requerida] El partido político Acción Popular la condecoró de mujer del año 2004. El distrito de Belén (Iquitos), donde se desarrolla el Proyecto Belén, la reconoció como Huésped Ilustre en 2009.[cita requerida] La Comisión de Promoción del Perú para la Exportación y el Turismo la nombró Embajadora de la Marca Perú en 2011.[cita requerida]
Además, Ramos dirige montajes con los clowns de la escuela, escribe guiones para televisión, diseña y dicta talleres especiales para empresas, da conferencias sobre su trabajo y el trabajo de Bolaroja, realiza (escribe, actúa, musicaliza y edita) videos para su propio blog "Vaca descarriada".
En marzo de 2012 se estrenó la obra para niños Doña Desastre, que Wendy protagonizó. Seguidamente actuó en Toc Toc bajo la dirección de Juan Carlos Fisher.
Ramos inició el 2013 con la reposición de la obra Toc Toc. Tuvo una participación especial en la película Asu Mare.
Ramos realizó su primer unipersonal de nombre Cuerda en 2013, bajo el sello de Los Productores. También tuvo un rol en la película A los 40 de 2014.

## Libros
- 2019: Diario de una Vaca Descarriada, Planeta.
- 2022: Mi Fiesta es Mía, Penguin Random House.
- 2023: Perronejo, Penguin Random House. Ganador de Premios Luces 2024 del El Comercio, en la categoría "Mejor libro infantil ilustrado".
- 2024: Diario de una Vaca Descarriada, Penguin Random House.

## Filmografía

### Televisión
- Patacláun (1997–1999) como Wendy Janet/Doña Antonieta/Janet Wendy.
- Carita de atún (2003-2004) como María Malita/Perlita Retamoso/Doña Espotaverderona.
- Un día eres joven (2018), como Isabel.
- Raúl con Soledad (2020), como Soledad. Ganadora de Premios Luces 2020 de El Comercio, en la categoría "Mejor actriz de TV".

### Guion
- Pataclaun (1997)
- Mi problema con las mujeres (2007)
- Valentino y el clan del can (2008)

### Películas
- Asu Mare (2013), como gitana - participación especial.
- A los 40 (2014) como Lourdes.
- Cebiche de Tiburón (2017)
- Locos de amor 2 (2018) como Marisol.
- Asu Mare 3 (2018) como gitana - cameo.
- Padre no hay más que uno (2019) como Rosaura.
- Padre no hay más que uno 2: La llegada de la suegra (2020) como Rosaura.
- Hasta que nos volvamos a encontrar (2022) como Lichi
- Padre no hay más que uno 3 (2022) como Rosaura.
- El año del tigre (2023) como Teresa.
- Padre no hay más que uno 4 (2024) como Rosaura.
- Padre no hay más que uno 5 (2025) como Rosaura.

## Teatro
Como directora
- En la luna (2003)
- La tierra es redonda (2005)
- María Bola (2006)
- Las Marías (2008)
- Imperfectos (2010)
- La Varieté de la Bola (2015)

Como actriz
- Pataclaun en el A.M.O.R. (1991)
- Pataclaun en la ciudad (1994)
- Pataclaun en...rollado (1994)
- Pataclaun busca pareja (1995)
- Pataclaun en venta (2000)
- La tía de Carlos (2011)
- Doña Desastre (2012) como Doña Desastre.
- Toc Toc (2012–2013) como María.
- El apagón (2013) como Miss Furnival.
- Cuerda (2013) unipersonal.
- Mamma Mia! (2017) como Rosie
- Toc Toc (2018) como María
- Pantaleón y las visitadoras (2019) como La Chuchupe

## Premios y nominaciones
| Año  | Premio                       | Categoría                      | Trabajo          | Resultado |
| ---- | ---------------------------- | ------------------------------ | ---------------- | --------- |
| 2013 | Premios Luces de El Comercio | Actriz de reparto de teatro    | El apagón        | Ganadora  |
| 2020 | Premios Luces de El Comercio | Mejor actriz de TV             | Raúl con soledad | Ganadora  |
| 2024 | Premios Luces de El Comercio | Mejor libro infantil ilustrado | Perronejo        | Ganadora  |